# Mixed Nuts
Mixed Nuts (conocida en Latinoamérica como Un día de locos) es una película estadounidense de 1994 dirigida por Nora Ephron, basada en la película francesa de 1982 Le Père Noël est une ordure. Escrita por Ephron y su hermana Delia, la película fue protagonizada por Steve Martin, Madeline Kahn, Rita Wilson, Anthony LaPaglia, Garry Shandling, Juliette Lewis, Adam Sandler y Liev Schreiber.

## Sinopsis
La acción se desarrolla en Venice, California. Philip trabaja en una línea telefónica de apoyo para la comunidad, donde Catherine y la señorita Munchnik trabajan como voluntarias. Allí deben atender todo tipo de personas con increíbles problemas, algo que se vuelve aún más grave en la víspera de Navidad, cuando la depresión se vuelve una constante.

## Reparto
- Steve Martin es Philip.
- Madeline Kahn es Blanche Munchnik.
- Robert Klein es Lobel.
- Anthony LaPaglia es Felix.
- Juliette Lewis es Gracie.
- Rob Reiner es Kinsky.
- Adam Sandler es Louie Capshaw.
- Liev Schreiber es Chris.
- Garry Shandling es Stanley.
- Rita Wilson es Catherine O'Shaughnessy.
- Joely Fisher es Susan.